# Jefferson Blues Magazine
Pour les articles homonymes, voir Jefferson.
Le Jefferson Blues Magazine est un magazine suédois consacré au blues. Il a été fondé par Claes Hedman en 1968, ce qui en fait le plus ancien magazine de blues encore en circulation. Blues News, un magazine finlandais, est presque aussi vieux que Jefferson Blues Magazine. Jefferson Blues Magazine est en suédois, mais certains articles sont en anglais.